# Adolphe Teikeu
Adolphe Teikeu (Bandjoun, 23 de junio de 1990) es un futbolista camerunés que juega de defensa y se encuentra sin equipo tras abandonar el S. M. Caen.

## Selección nacional
Fue internacional sub-20 y sub-23 con la selección de fútbol de Camerún, antes de convertirse en internacional absoluto en marzo de 2016 frente a la selección de fútbol de Sudáfrica.
Con la selección sub-20 disputó el Mundial sub-20 de 2009.

## Clubes
| Club                      | País           | Año       |
| ------------------------- | -------------- | --------- |
| Canon Yaoundé             | Camerún        | 2008-2009 |
| Metalurg Zaporiyia        | Ucrania        | 2009-2014 |
| F. C. Krasnodar (cedido)  | Rusia          | 2013      |
| Chernomorets Odessa       | Ucrania        | 2014-2015 |
| Ajmat Grozni (cedido)     | Rusia          | 2015      |
| F. C. Sochaux-Montbéliard | Francia        | 2015-2018 |
| Ohod Club                 | Arabia Saudita | 2018-2019 |
| F. C. Sochaux-Montbéliard | Francia        | 2019-2020 |
| BB Erzurumspor            | Turquía        | 2020-2021 |
| S. M. Caen                | Francia        | 2021-2023 |

## Palmarés

### Títulos internacionales
| Título                    | Club (*) | País  | Año  |
| ------------------------- | -------- | ----- | ---- |
| Copa Africana de Naciones | Camerún  | Gabón | 2017 |

(*) Incluyendo la selección.